# Callao (stacja metra w Madrycie)
Callao – stacja metra w Madrycie, na linii 3 i 5. Znajduje się w dzielnicy Centro, w Madrycie i zlokalizowana pomiędzy stacjami Plaza de España, Sol (linia 3) oraz Gran Vía i Ópera (linia 5). Została otwarta 15 lipca 1941.